# Trigger (elettronica)

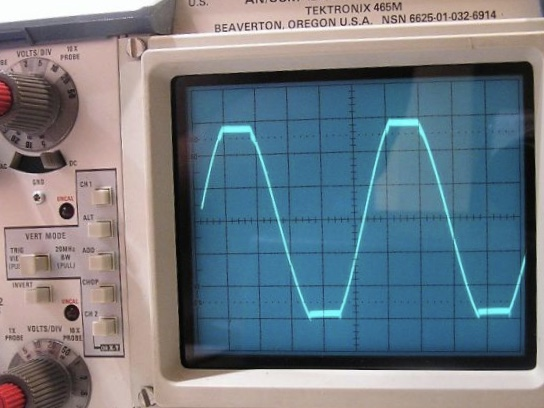
Un segnale sinusoidale visualizzato su un oscilloscopio analogico, il livello di trigger è impostato poco sopra il passaggio per lo zero del segnale.

Il trigger (traducibile come innesco) è un circuito elettronico presente in tutti gli oscilloscopi, ha la funzione di sincronizzare la partenza della scansione orizzontale con un preciso livello di soglia del segnale periodico da analizzare. La sincronizzazione, similmente ad un "fermo immagine" permette la visualizzazione stabile sullo schermo del segnale in analisi.

## Funzionamento
Il segnale di trigger viene generato nel circuito del preamplificatore verticale durante il passaggio del segnale in analisi. È costituito da un breve impulso di tensione che nasce nel preciso istante in cui il livello del segnale periodico in transito coincide con quello impostato dall'operatore; questo impulso è inviato al circuito della base dei tempi e dà il via ad un segnale a forma di rampa (onda a dente di sega), il quale va a pilotare le placchette di deflessione orizzontale, ovvero avviene la partenza con velocità costante del punto luminoso costituente la traccia. Nel frattempo il segnale in analisi sta transitando nel relativo lungo percorso costituito dalla linea di ritardo, (concettualmente, un lungo e sottile filo metallico avvolto a spirale), posta tra il circuito preamplificatore e l'amplificatore finale verticale, la sua funzione consiste appunto nel ritardare l'arrivo del segnale da analizzare alle placchette verticali, non prima della partenza della scansione orizzontale, solo in tal modo risulta possibile visualizzare interamente i veloci fronti di salita di un'onda quadra o di un impulso di tensione.
Gli inventori del circuito sono Howard Vollum e Jack Murdock, fondatori nel 1946 della società Tektronix. 
In origine il settaggio si impostava con leve, manopole e pulsanti; negli strumenti moderni, di qualsiasi fascia di prezzo siano, esso si imposta tramite appositi menu.
Nel caso non si entri nel menù di trigger, esso è preimpostato in modo automatico, con inizio di visualizzazione al valore medio del segnale d'ingresso, sul fronte positivo del segnale; nel caso d'impostazione manuale, rimane memorizzata l'ultima impostazione eseguita.